# Bartolomeo Zamberti
Bartolomeo Zamberti, auch Zamberto, latinisiert Zambertus, (* um 1473 in Venedig; † nach 1543) war ein italienischer Humanist und Übersetzer in Venedig. Von ihm stammt die 1505 erschienene erste gedruckte vollständig aus dem Griechischen übersetzte lateinische Ausgabe der Elemente von Euklid. Er war ein Schüler von Giorgio Valla (Zambertis Grabrede auf ihn ist überliefert) und Anwalt.

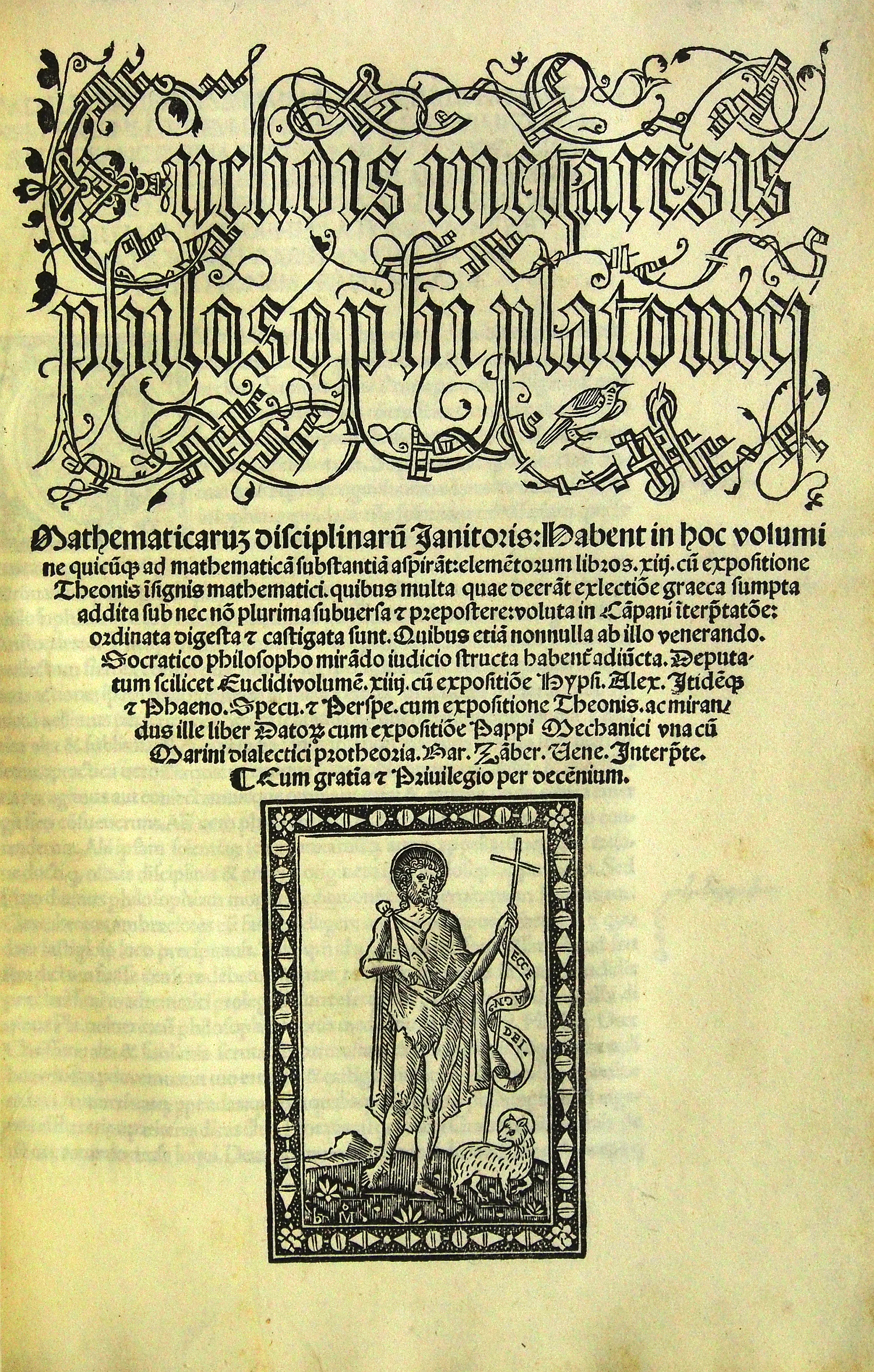
Titelblatt der Euklid Ausgabe von Zamberti 1505

An der Übersetzung arbeitete Zamberti nach eigenen Angaben sieben Jahre. Er übersetzte nicht nur die Elemente, sondern auch die Optica, Catoptrica, die Phaenomena und Data von Euklid. Dabei korrigierte er auch Fehler in der mittelalterlichen lateinischen Ausgabe der Elemente von Campanus von Novara (zum Beispiel der Definitionen in Buch V), den er heftig angriff. Er war aber in erster Linie Humanist und kein Mathematiker und schrieb deshalb auch keinen eigenen Kommentar. Der Mathematiker Luca Pacioli griff ihn wegen seiner Kritik an Campanus seinerseits an und verteidigte die alten Euklid-Ausgaben in einer eigenen Neuausgabe von Campanus 1509. Nicolo Tartaglia veröffentlichte 1543 eine Übersetzung ins Italienische, in der er sowohl den Text von Zamberti als auch von Campanus berücksichtigte.
Zamberti benutzte bei seiner Übersetzung wie Campanus eine Version mit den Verbesserungen von Theon von Alexandria. Zamberti hielt Theon auch für den eigentlichen Urheber der Beweise in den Elementen (und schrieb Euklid nur die Anordnung und Definitionen zu). Nach der Ausgabe in Venedig von 1505 erschien eine Ausgabe 1510, eine in Paris 1516 (zusätzlich mit der Version von Campanus), die 1537 und 1546 in Basel nachgedruckt wurde.
Er schrieb auch die lateinische Komödie Dolotechne, erhalten in einem Manuskript der Bayerischen Staatsbibliothek und zwei Inkunabeln (Venedig 1504, Straßburg 1511).